# Julische glanserebia
De Julische glanserebia (Erebia calcaria) is een vlinder uit de onderfamilie Satyrinae van de familie Nymphalidae, de vossen, parelmoervlinders en weerschijnvlinders.
De Julische glanserebia heeft een spanwijdte van 35 tot 40 millimeter.
De Julische glanserebia komt voor in het grensgebied van Oostenrijk, Slovenië en Italië, in de Julische en Venetiaanse Alpen en de Karawanken. De vlinder vliegt op hoogtes van 1350 tot 2000 meter boven zeeniveau. De soort leeft op rotshellingen met stukjes gras.
De soort vliegt in een jaarlijkse generatie in juli en augustus. De Julische glanserebia gebruikt diverse grassen, met name borstelgras (Nardus stricta) en soorten Festuca als waardplanten.
De soort is opgenomen in bijlagen II en IV van de Habitatrichtlijn en bijlage 2 van de Conventie van Bern.